# اندی هریز
اندی هریز (انگلیسی: Andy Harries؛ زادهٔ ۷ آوریل ۱۹۵۴) تهیه‌کننده تلویزیونی، کارگردان فیلم و کارآفرین اهل بریتانیا است، که در سال ۲۰۰۷ شرکت لفت بنک پیکچرز را تأسیس کرد.
از فیلم‌ها یا مجموعه‌های تلویزیونی که وی در آن‌ها نقش داشته است، می‌توان به سربازرس بنکس اشاره نمود.